# Heinrich Jordan
Henrich (detto Henry) Jordan (Berlino, 30 settembre 1833 – Königsberg i. Pr., 10 novembre 1886) è stato un filologo classico tedesco.
Dal 1852 al 1856 studiò presso l'università di Bonn e poi a Berlino, docente di scuola superiore, per motivi di studio trascorse un periodo in Italia (dall'autunno 1861 alla primavera 1863) e nel 1867 divenne professore di filologia classica presso l'università di Königsberg.
Jordan studiò in particolare la topografia dell'antica Roma. Collaborò con Christian Hülsen e Rodolfo Lanciani, e la sua opera più conosciuta è la Topographie der Stadt Rom im Alterthum ("Topografia della città di Roma nell'antichità"), in due volumi.
Altre sue opere furono M. Catonis praeter librum de re rustica quae extant (Lipsia, 1860) e i Kritische Beiträge zur Geschichte der lateinischen Sprache (Berlino, 1879); nel 1881 curò anche l'edizione di Römische Mythologie di Ludwig Preller.
Henri Jordan era sposato con Anna Droysen (1842–1918), figlia dello storico Johann Gustav Droysen.